# Otra dimensión (canción de Alaska y los Pegamoides)
«Otra dimensión» es una canción interpretada por el grupo español Alaska y los Pegamoides, publicada como el segundo sencillo del grupo en junio de 1981, a través de la compañía Hispavox. Fue compuesta por  Carlos Berlanga y Nacho Canut, mientras que la producción quedó a cargo del grupo. Se trata de una canción de estilo new wave, escrita desde la perspectiva de un pasajero de avión que experimenta un viaje hacia otra dimensión.

## Antecedentes
A principios de 1981, el grupo adoptó una nueva imagen más vinculada al punk y a una estética más siniestra. Esta transformación fue impulsada por un viaje a Londres realizado por Alaska, Ana Curra y Eduardo Benavente, durante el cual fueron influenciados por bandas como Killing Joke, Depeche Mode y Duran Duran, cuyos sonidos inspirarían las nuevas composiciones del grupo.
En desacuerdo con la producción de su anterior sencillo, decidieron asumir la producción de sus canciones por sí mismos.

## Composición
En el plano musical, «Otra dimensión» sigue un tempo moderado que corre a 129 pulsaciones por minuto. Está compuesta en la tonalidad  de sol mayor, con una duración de dos minutos y treinta segundos, acompañada de instrumentos como guitarras, palmadas y sintetizador. La letra expresa una sensación de pérdida y desorientación, tanto física como emocionalmente.

## Lista de canciones y formatos
| Sencillo de 7" |                               |          |  |
| N.º            | Título                        | Duración |  |
| 1.             | «Otra dimensión»              | 2:31     |  |
| 2.             | «Quiero ser un bote de Colón» | 1:57     |  |
| 3.             | «Quiero salir»                | 2:00     |  |

## Créditos y personal
| - Carlos Berlanga: voz, composición, guitarra, producción, percusión - Nacho Canut: composición, producción, bajo eléctrico - Alaska: producción - Ana Curra: sintetizador, secuenciador, teclado, producción - Eduardo Benavente: batería, percusión, producción | - José María Díez: ingeniería de sonido - Gorka Duo: diseño y fotografía |

Créditos adaptados del vinilo de 7" de «Otra dimensión».